# Fiat 24-32 HP
Fiat 24-32 HP — легковой автомобиль, выпускавшийся компанией Fiat с 1902 по 1905 год.
В 1902 году Fiat выпустил модель 24 HP 1902 Corsa. Это был первый специально созданный гоночный автомобиль, а не доработанная модель для обычных дорог. Шасси было цельностальным, а не деревянным, как на большинстве автомобилей того времени. Двойной блок цилиндров (по 2 цилиндра в блоке), общим объёмом 7238 куб. см. развивал мощность в 40 л.с. Автомобиль весил 450 кг, что позволяло с таким двигателем разгоняться до 100 км/ч — очень большая скорость в то время. Автомобиль выиграл гонки Côte-Superga Sassi, около Турина 29 июня 1902 года и 27 июля того же года с Винченцо Лянча за рулем, а также в гонках Susa — Col du Mont-Cenis показал среднюю скорость 44,16 км/ч. В 1903 году автомобиль победил в гонках Париж — Мадрид.
В 1903 году была выпущена модель для обычных дорог — Fiat 24-32 HP. Автомобиль был спроектирован так, чтобы кузовные ателье могли разрабатывать собственные модели кузовов для него. Выпускался в трех вариантах колесной базы: короткой, средней и длинной.
Оснащался 4-цилиндровым двигателем:
- 1- серия, двигатель объемом 6371 см³ – 32 л. с.[2]
- 2- серия, двигатель объемом 6902 см³ – 32 л. с.
- 3- серия, двигатель объемом 7363 см³ – 32 л. с.

Модель 24-32 HP была во многом технологически продвинутой для своего времени: это был первый седан с кузовом ландо, первый автомобиль с педалью акселератора, и впервые коробка передач имела четыре скорости для езды вперёд. Максимальная скорость составляла 75 км/ч..
Всего выпущено около 400 автомобилей.